# Maranta zingiberina
Maranta zingiberina är en strimbladsväxtart som beskrevs av Bengt Lennart Andersson. Maranta zingiberina ingår i släktet Maranta och familjen strimbladsväxter. Inga underarter finns listade.